# Sant’Ireneo a Centocelle

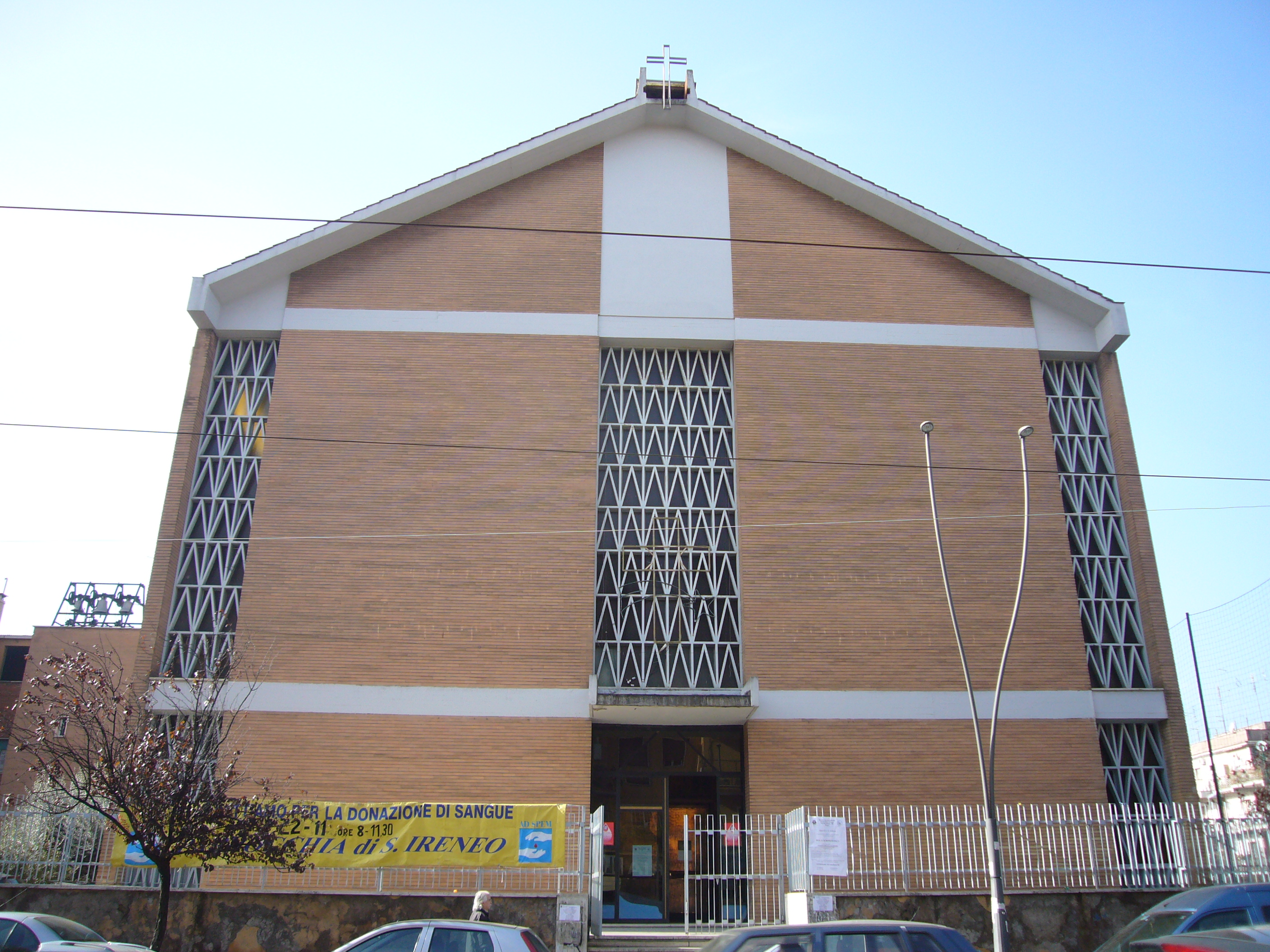
Außenansicht

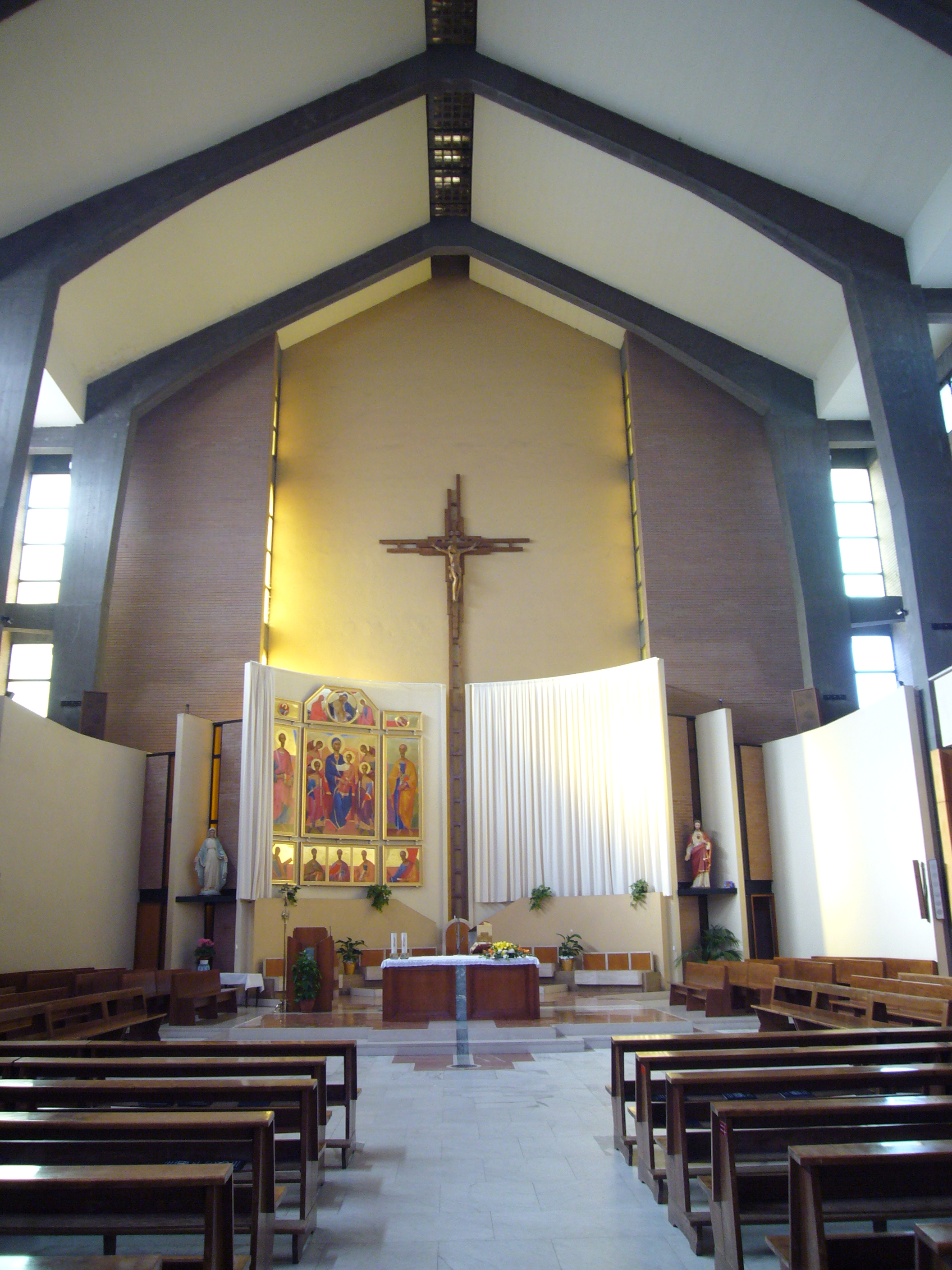
Innenraum

Sant’Ireneo a Centocelle ist eine römisch-katholische Titelkirche in Rom. Sie ist dem heiligen Irenäus von Lyon geweiht.
Die Adresse ist Via dei Castani 291 im nördlichen Teil des Vorortes Centocelle im Quartier Prenestino-Centocelle.

## Geschichte
Am 17. Juli 1954 wurde durch ein Dekret von Kardinalvikar Clemente Micara die Pfarrei errichtet. Im selben Jahr wurde die Kirche nach einem Entwurf von Giorgio Guidi in einem modernistisch-neoromanischen Stil erbaut. Sie wurde am 14. Februar 2015 von Papst Franziskus zur Titelkirche erhoben.

## Kardinalpriester
Folgende Person ist Kardinalpriester von Sant’Ireneo a Centocelle:
| Kardinalpriester von Sant’Ireneo a Centocelle |                         |                       |                  |     |
| Nr.                                           | Name                    | Amt                   | von              | bis |
| 1                                             | Charles Maung Bo S.D.B. | Erzbischof von Yangon | 14. Februar 2015 |     |